# 教育研究
教育研究（きょういくけんきゅう、英: education and research）は、法令用語、教育用語で、「教育及び研究」という意味の言葉である。まれに教学（きょうがく）ということもある。

## 概要
大学などで、学生と教員などの人員が所属して、教育と研究の2つの業務が、一体的に行われることをいう。したがって、「教育又は研究」という意味とは異なる。用法の例としては、「教育研究上の基本となる組織」（学校教育法などで使用されている語）というようなものがある。
大学に置かれる学部や研究科、それらの講座や学科目など、教育と研究は同一組織で行われることが常例となっている。ただし、1970年代から、次第に少しずつ同一組織で教育と研究の双方を行うという原則が緩められた。学部以外の教育研究上の基本となる組織の例としては、筑波大学や福島大学などにおける学群・学類、学系などがある。また、研究科以外の教育研究上の基本となる組織の例としては、教育部・研究部などが生まれた。これらの組織は、「教育の組織」と「研究の組織」を分けているが、業務の性質上、相互は密接な連携関係にある。
なお、「教学」の語は、元々、仏教系の宗教団体の組織の中で使われる用語で、信徒・門徒の教育を行う部門、もしくは教育の業務のことである。大学教育の中で、「教学」の語が使われる場合、学生の福利厚生に関する業務を指すことも多く、教員組織や事務組織における学生を担当する部門をいうこともある。